# باسيفيكو شاريبوغا
باسيفيكو شاريبوغا (بالإسبانية: Pacífico Chiriboga)‏ (و. 1810 – 1886 م)هو سياسي من الإكوادور .